# Маленька послуга (роман)

«Маленька послуга» (англ. Small Favor) — книга Джима Бучера в жанрі наукової фантастики та фентезі, що вийшла 1 квітня 2008 року. Вона розповідає про пригоди професійного чарівника Гаррі Дрездена, єдиного професійного чарівника сучасного Чикаго. Це десята книга із серії «Файли Дрездена»
Книга залишалася в списку бестселерів New York Times протягом 3 тижнів після виходу, досягнувши другого місця протягом першого тижня.

## Короткий опис сюжету
Майже цілий рік ніхто не намагався вбити Гаррі Дрездена, і його життя, здається, нарешті заспокоїлося. На цей раз майбутнє виглядає досить світлим. Але минуле кидає до біса довгу тінь.
Одного разу, в страшно холодний і сніговий Хелловін стара угода поставила Гаррі в борг перед Маб, монархом Зимового Двору Сидів, Королевою Повітря та Темряви, і вона бере участь у цьому. Це невелика послуга, від якої він не може відмовитися… така, яка затисне Гаррі Дрездена між кошмарним ворогом і не менш смертоносним союзником, і така, яка напружить його навички — і відданість — до самих меж.

## Список персонажів
- Гаррі Дрезден: Протагоніст; професійний чарівник, приватний детектив і поліцейський консультант; а ще він є у телефонній книзі.
- Акаріель: один із Занепалих, переможений Гаррі та Томасом.
- Граффи: слуги Літа та походження історії про трьох Біллі Козенят Граффа, який має репутацію вбивці тролів, з головами, шерстю та ногами козлів, але тулубом і руками людини. Вони збільшуються в розмірах, як і версія збірки оповідань, аж до Найстаршого Графа, маленької істоти величезної магічної сили.
- Хоби: слуги Зими, постраждалі від світла, здатні викликати Мирку, магічний ефект блокування світла.
- Саня: людина-чоловік і лицар Хреста, володар Еспераккіуса, подарованого йому архангелом Михаїлом.
- Маґог: один із Занепалих. Саня кинув монету у венеціанський канал, але отримав нового господаря. Безіменний господар убитий Старшим Граффом; Гаррі благополучно повернув свою монету. Маґог є фізично найсильнішим із занепалих і бандитів Тесси.
- Маккаллен: один із денарців.
- Ордіель: один із Занепалих.
- Розанна: друга Тесса і одна з Занепалих. Вона також є колишнім покровителем Сані серед денарців.
- Тарсіель: один із Занепалих.
- Тесса Імаріель: відома також як Полоній Лартесса, вона є другою найстаршою серед Занепалих, дружина Нікодема та чарівниця. Гаррі називає її Mantis Girl.
- Шипуватий Намшиель: Занепалий, відповідальний за атаку на Арктіс-Тор; Гаррі назвав його Спиннібой. Він найбільше обізнаний у магії серед Занепалих. Його монети не було в кінці книги.
- Уріель: Архангел, Маб називає його Вартовим. Він зацікавився Гаррі.
- Урумвіель: один із Занепалих.
- Вартіель: один із Занепалих.